# Sungei Punggol
Sungei Punggol (w języku malajskim rzeka Punggol; chiń. upr. 榜鵝河; pinyin Bǎng'é Hé) – rzeka w Regionie Północno-Wschodnim Singapuru, o długości ok. 7 km. Nazwa pochodzi od miejscowości Punggol i oznacza miejsce obfitujące w drzewa owocowe.
Sungei Punggol bierze swój początek w dzielnicy Ang Mo Kio, uchodzi do Cieśniny Johor. Bieg rzeki jest w znacznym stopniu uregulowany.